# Рупија
Рупија је уобичајени назив за валуте Индије, Пакистана, Индонезије, Малдива, Маурицијуса, Непала, Сејшела и Шри Ланке и бивших валута Авганистана, Тибета, Бурме, Британске источне Африке, Немачке источне Африке, Труцијалних држава и свих арапских држава Перзијског залива (као рупија Персијског залива). На Малдивима, валута је позната и као руфија. 
Индијска рупија (₹) и пакистанска рупија (₨) деле се на сто саиса. Рупије Мауриција, Сејшели и Шри Ланке деле се на 100 центи. Непалска рупија се дели на сто паиси. 

## Етимологија
Хиндустанска реч rupyā потиче од санскритске речи rūpya (रूप्य), што значи „ковано сребро, новчић од сребра“, по пореклу придев који значи „обличан“, са конкретнијим значењем „утиснут, жигосан“ , одакле „кованица”. Изводи се од именице rūpa (रूप) „облик, сличност, слика“.

## Историја
Историја рупије сеже до древне Индије око 3. века пре нове ере. Древна Индија је била један од најранијих издавалаца кованица на свету, заједно са лидијским статерима, неколико других блискоисточних кованица и кинеским веном. Термин потиче од санскритског израза rūpya за сребрни новац, од санскритског rūpa, прелеп облик.
Арташастра, коју је написао Чанакија, главни саветник првог цара Маурије Чандрагупте Маурије (око 340–290. п.н.е), помиње сребрне новчиће као 'rūpyarūpa, други типови укључујући златнике (rūpya-suvarṇa), бакарне новчиће (tāmrarūpa) и оловне новчиће (sīsarūpa), такође се помињу. Rūpa значи форма или облик, на пример, rūpyarūpa, rūpya – ковано сребро, rūpa – облик. Овај систем кованог новца наставио се мање-више широм Индијског потконтинента све до 20. века.
У средњем периоду није постојао фиксни монетарни систем како је известио Да Танг Си Ју Ји.
Током своје владавине од 1537. до 1545. године, авганистански владар Шер Шах Сури из Сурског царства успоставио је нову грађанску и војну управу и издао сребрни новчић, тежак 178 зрна, који је такође назван Rupiya. Сури је такође увео бакарне новчиће зване дам и златнике зване мохур који су тежили 169 зрна (10,95 g). Употреба кованица рупија настављена је и под Могулским царством са истим стандардом и тежином, иако су неки владари после могулског цара Акбара повремено издавали теже рупије.
Индијска рупија је била званична валута Дубаја и Катара до 1959. године, када је Индија створила нову заливску рупију (познату и као „спољна рупија“) да би спречила шверц злата. Заливска рупија је била законско средство плаћања до 1966. године, када је Индија значајно девалвирала индијску рупију и успостављен је нови катарско-дубајски ријал да би се обезбедила економска стабилност.

### Мореуска насеља
Мореуска насеља су првобитно били изван Британске источноиндијске компаније. Шпански долар је већ завладао на тим локацијама до тренутка када су Британци стигли у 19. веку. Источноиндијска компанија је покушала да уведе рупију уместо њега. Овим покушајима су се опирали локални становници, и до 1867. године када је британска влада преузела директну контролу над мореуским насељима од Источноиндијске компаније, покушаји да се уведе рупија коначно су напуштени.

### Тибет
Све до средине 20. века, званична валута Тибета била је позната и као тибетанска рупија.

### Деноминације
Оригинална сребрна рупија, финоће сребро 0,917, 11,66 grams (179,9 grains; 0,375 troy ounces), подељена је на 16 ана, 64 пајса или 192 паје. То су биле оптицајне кованице Британске Индије, и све док рупија није децимализована, у пракси је имала другачије име. Пајс је била једнак две деле, три паје или шест дамарија. Други новчићи за пола ане (адани, или два паја), две ане (дуани), четири ане (чавани, или четвртина рупије) и осам ана (атани, или пола рупије) били су у широкој употреби до децимализације 1961. (Бројеви ада, до, чар, ата значе половину, два, четири, осам на хинди и урду језику.) Два паја су се такође звала така.